# Apocephalus adustus
Apocephalus adustus är en tvåvingeart som beskrevs av Brown 1993. Apocephalus adustus ingår i släktet Apocephalus och familjen puckelflugor.
Artens utbredningsområde är Costa Rica. Inga underarter finns listade i Catalogue of Life.